# Magnolia wetterii
Espèce
Statut de conservation UICN

 EN B1ab(iii) : En danger
Magnolia wetterii est une espèce de plantes à fleurs de la famille des Magnoliacées. C'est un arbre endémique du Costa Rica.

## Description
C'est un arbre qui mesure entre 15 et 30 m de haut.

## Répartition et habitat
Cette espèce est endémique au sud du Costa Rica ou elle est présente entre 130 et 617 m d'altitude.